# Mahatma Otoo
Mahatma Osumanu Otoo (* 6. února 1992, Accra, Ghana) je ghanský fotbalový útočník a reprezentant hrající v současné době za klub Sogndal Fotball.

## Klubová kariéra
Otoo hrál v Ghaně nejprve za kluby Sporting St. Mirren a Hearts of Oak. Z Hearts of Oak odešel v létě 2010 na půlroční hostování do tuniského klubu ES Tunis, kde získal ligový titul i prvenství v tuniském poháru. 

Po návratu do Hearts se stal v sezóně 2012/13 s 20 góly nejlepším kanonýrem ghanské Premier League. Tímto neunikl pozornosti evropských skautů a v létě 2013 přestoupil do norského celku Sogndal Fotball, kde podepsal tříletou smlouvu.

## Reprezentační kariéra
Otoo hrál za ghanské mládežnické reprezentace (mj. U17).
30. září 2009 debutoval za ghanský národní tým v přátelském zápase proti domácímu týmu Argentiny (porážka 0:2).

Zúčastnil se Afrického poháru národů 2015 v Rovníkové Guineji, kde Ghana získala stříbrné medaile po finálové porážce v penaltovém rozstřelu s Pobřežím slonoviny.

## Úspěchy

### Individuální
- 1× nejlepší střelec ghanské Premier League: 2012/13 – 20 gólů v dresu Hearts of Oak[2]